# بابا ديوم
بابا ديوم (مواليد 15 أكتوبر 1937) مهندس غابات سنغالي. في ورقة قُدمت في نيودلهي عام 1968 في الاجتماع الذي يعقد كل ثلاث سنوات للجمعية العامة للاتحاد الدولي للحفاظ على الطبيعة والموارد الطبيعية أدلى ديوم بتصريح متنوع: «في النهاية سنحتفظ فقط بما نحن نحب، سوف نحب فقط ما نفهمه، وسنفهم فقط ما تعلمناه». كانت اهتماماته الرئيسية هي التنمية الزراعية وإدارة الموارد الطبيعية.
ولد ديوم في الظهرة في منطقة ريفية في السنغال. في شبابه التحق بالمدرسة القرآنية في الظهرة وعمل في الحقول. باع والده الفول السوداني والماشية للفرنسيين. درس لاحقًا في مدرسة ابتدائية إقليمية في بينغوري، ثم في مدرسة إيكولي بلانشوت في سانت لويس وليسي فان فولينهوفين في داكار. بعد التخرج درس العلوم الطبيعية في جامعة داكار قبل أن ينتقل إلى فرنسا لمواصلة تلك الدراسات في جامعة السوربون. أكمل تعليمه في المدرسة الوطنية ديس إيوكس إت فورتس في نانسي، والتي حصل منها على دبلوم هندسة المياه والغابات (دبلوم هندسة المياه والغابات).
في عام 1967 أصبح ديوم المدير العام للمياه والغابات في السنغال، وهو المنصب الذي شغله حتى عام 1973. من عام 1974 إلى 1980 شغل منصب الرئيس التنفيذي لشركة سونافولا. من 1981 إلى 1995 كان مديرًا لوحدة السياسات الزراعية في وزارة الزراعة السنغالية. منذ عام 1991 عمل كمنسق عام لمؤتمر وزراء الزراعة في غرب ووسط إفريقيا، والذي ساعد في تنظيمه أثناء عمله في الوزارة السنغالية. وقد عمل في مجالس إدارة المعهد الدولي لبحوث السياسات الغذائية والمركز الدولي لتطوير الأسمدة.